# Vincent Courtois

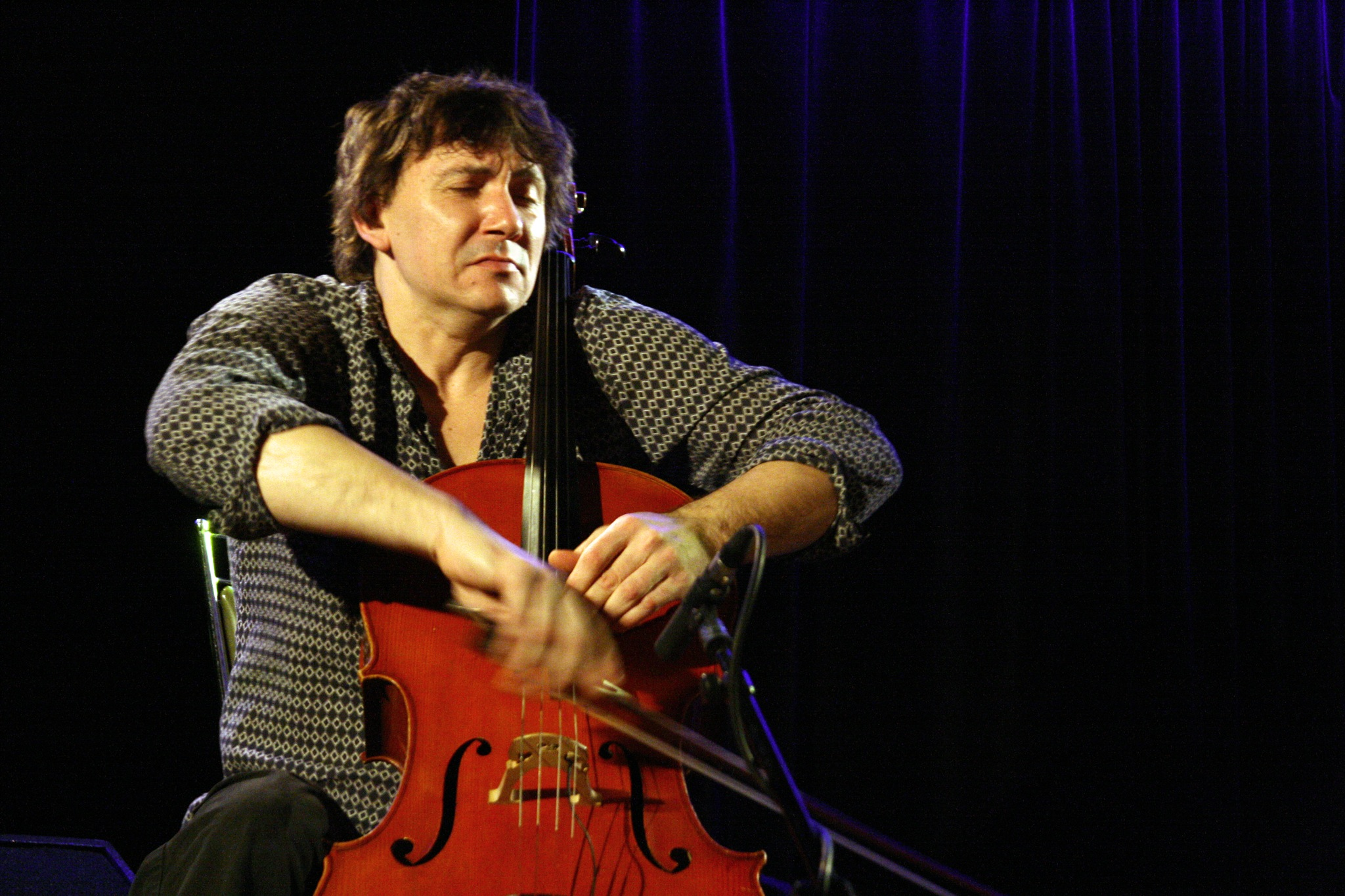
Le Triton, Les Lilas (2007)

Vincent Courtois (* 21. März 1968 in Paris) ist ein französischer Jazz-Cellist.

## Leben und Wirken
Courtois lernte ab dem Alter von sechs Jahren in der Schule Cello. Er studierte klassisches Cello am Konservatorium von Aubervilliers bei Erwan Fauré und dann bei Roland Pidoux und Frédéric Lodéon. Daneben spielte er Jazzmusik mit Didier Levallet und Dominique Pifarély. Seit 1988 arbeitete er in Paris mit der Band von Christian Escoudé und dem Swing String System von Didier Levallet. Daneben gründete er ein eigenes Quartett und veröffentlichte 1990 sein erstes Album als Bandleader.
Nach Auftritten im Duo mit Martial Solal gründete er 1993 sein Pendulum Quartet, die Gruppe Tukish Blend und das Trio Zebra 3 mit Franck Tortiller und Xavier Desandre Navarre. Als Teil des Graffiti String Quartet war er an Michel Petruccianis Album Marvellous (1994) mit Tony Williams und Dave Holland beteiligt.
1995 gab Courtois seine ersten Solokonzerte und spielte Schauspiel- und Filmmusiken mit Louis Sclavis ein. Daneben gründete er ein Trio mit Dominique Pifarély. Er nahm zwei Alben mit dem Quintett von Rabih Abou-Khalil auf und spielte 1998 mit dem Ensemble von Pierre Favre und dem Trio von Yves Robert. 2000 trat er mit drei eigenen Trioformationen und einem Quintett auf, 2002 beim Festival Banlieues Bleues im Trio mit Ellery Eskelin und Sylvie Courvoisier.
2005 nahm Courtois mit Michele Rabbia und Marilyn Crispell auf und führte in Bamako mit dem eigenen Trio und dem Trio von Zoumana Tereta das Spektakel Sur le Fil auf. Er war an Henri Texiers Einspielung der Musik zum Film Holy Lola von Bertrand Tavernier beteiligt. 2006 gründete er mit Jeanne Added, Marc Baron und François Merville ein neues Quartett.
2008 nahm Courtois mit Ze Jam Afane L'homme avion auf. Daran anschließend gründete er ein neues Trio, in dem er mit den beiden Saxophonisten Daniel Erdmann und Robin Fincker arbeitete. Frank Woeste und Ryan Keberle holten ihn in ihr Kammerensemble Reverso, das sich auf bisher zwei Alben (Suite Ravel, 2016, The Melodic Line 2020) mit der Musik von Maurice Ravel und der Groupe des Six beschäftigte. Zwischen 1988 und 2019 verzeichnet Tom Lord 65 Aufnahmen von ihm im Bereich des Jazz.

## Diskographische Hinweise
- Cello News (Nocturne 1990, mit Pierre Christophe, Benoît Dunoyer de Segonzac, Serge Gacon)
- Gilles Andrieux & Vincent Courtois Turkish Blend (Al Sur 1994, mit Benoît Dunoyer de Segonzac, Kakoli, Nicolas Krassik, Julien Lourau, Youval Micenmacher, Bojan Zulfikarpašić)
- Pendulum Quartet (Acousti 1995, mit Julien Lourau, Benoît Dunoyer de Segonzac, Daniel Garcia Bruno)
- Translucide (La Buisonne 2000, mit Noël Akchoté, Michel Godard, Yves Robert)
- Vincent Courtois, Marc Ducret, Dominique Pifarély: The Fitting Room (Enja 2001)
- Les Contes de Rose Manivelle (L'Autre Distribution 2004)
- Lucilla Galeazzi, Vincent Courtois, Michel Godard: Trio Rouge (Intuition 2005)
- Vincent Courtois, Ze Jam Afane: L'homme avion (2008, mit Adrien Amey, Régis Huby, Francis Le Bras, Maxime Delpierre, Olivier Sens, Guillaume Dommartin)
- L'Imprévu (La Buissonne / Harmonia Mundi 2012)
- The Mediums (La Buissone 2012, mit Daniel Erdmann, Robin Fincker)
- West (La Buissone 2014, mit Daniel Erdmann, Robin Fincker, Benjamin Moussay)
- Daniel Erdmann, Samuel Rohrer, Vincent Courtois, Frank Möbus: Ten Songs about Real Utopia (Arjunamusic 2015; Vierteljahrespreis der Deutschen Schallplattenkritik)[2]
- Vincent Courtois, Robin Fincker, Daniel Erdmann: Love of Life (La Buissonne 2020)[3]
- Adam Bałdych, Vincent Courtois, Rogier Telderman Clouds (ACT 2020)
- What Do Mean by Silence (2022)
- Vincent Courtois, Daniel Erdmann, Robin Fincker: Nothing Else (BMC Records, 2023)